# Novomîkolaiivka, Simferopol
Novomîkolaiivka (în ucraineană Новомиколаївка) este un sat în comuna Perove din raionul Simferopol, Republica Autonomă Crimeea, Ucraina.

## Demografie
Componența lingvistică a localității Novomîkolaiivka
     Rusă (82,91%)
     Ucraineană (8,23%)
     Tătară crimeeană (8,23%)
     Alte limbi (0,32%)
Conform recensământului din 2001, majoritatea populației localității Novomîkolaiivka era vorbitoare de rusă (82,91%), existând în minoritate și vorbitori de ucraineană (8,23%) și tătară crimeeană (8,23%).